# Meroncidius
Meroncidius is een geslacht van rechtvleugeligen uit de familie sabelsprinkhanen (Tettigoniidae). De wetenschappelijke naam van dit geslacht is voor het eerst geldig gepubliceerd in 1831 door Serville.

## Soorten
Het geslacht Meroncidius omvat de volgende soorten:
- Meroncidius brunneus Beier, 1960
- Meroncidius ensifer Beier, 1960
- Meroncidius flavolimbatus Brunner von Wattenwyl, 1895
- Meroncidius glabratus Burmeister, 1838
- Meroncidius intermedius Brunner von Wattenwyl, 1895
- Meroncidius obscurus Serville, 1831
- Meroncidius ochraceus Stoll, 1813